# Eilenburg
Eilenburg város Szászországban. Járási központ

## Városrészek
- Behlitz
- Hainichen
- Pressen
- Kospa
- Wedelwitz
- Zschettgau

## Történelem
- Franz Abt

## Lakosság
| 1830-1960 - 1830 – 6.291 - 1880 – 10.654 - 1946 – 19.980 - 1950 – 18.766 - 1960 – 19.371 | 1981-1994 - 1981 – 21.634 - 1984 – 21.918 - 1992 – 20.208 - 1993 – 20.126 - 1994 – 19.852 | 1995-1999 - 1995 – 19.615 - 1996 – 19.135 - 1997 – 19.539 - 1998 – 19.073 - 1999 – 18.844 | 2000-2004 - 2000 – 18.642 - 2001 – 18.525 - 2002 – 18.011 - 2003 – 17.965 - 2004 – 17.771 | 2005-2007 - 2005 – 17.580 - 2006 – 17.551 - 2007 – 17.279 |

## Ismert lakók
- Itt született 1825. február 7-én Karl August Möbius német zoológus, ökológus.